# غاري كولينز (ممثل)
غاري كولينز (بالإنجليزية: Gary Collins)‏ مواليد 30 أبريل 1938 في فينسيا، الولايات المتحدة - الوفاة 13 أكتوبر 2012 في بيلوكسي، الولايات المتحدة، هو ممثل أمريكي بدأ مسيرته الفنية سنة 1962. فاز بجائزة إيمي. امتدت مسيرته الفنية لأكثر من 49 عاما.

## الأعمال
- الحمامة التي إستحوذت على روما (1962)
- أطول الأيام (1962)
- المطار (1970)
- السمك القاتل (1979) (بدور: توم)

## روابط خارجية
- غاري كولينز على موقع IMDb (الإنجليزية)
- غاري كولينز على موقع ألو سيني (الفرنسية)
- غاري كولينز على موقع أول موفي (الإنجليزية)
- غاري كولينز على موقع قاعدة بيانات برودواي على الإنترنت (الإنجليزية)
- غاري كولينز على موقع قاعدة بيانات الأفلام السويدية (السويدية)
- غاري كولينز على موقع إن إن دي بي (الإنجليزية)
- غاري كولينز على موقع قاعدة بيانات الفيلم (الإنجليزية)
- غاري كولينز على موقع كينوبويسك (الروسية)